# Північносаамська мова
Північносаа́мська мова — найчисленніша з саамських мов. Відноситься до західної групи. Поширена в Норвегії, Швеції, Фінляндії. Має писемність на основі латинського алфавіту.
Визнана офіційною мовою у двох норвезьких фюльке: Трумсі і Фіннмарку — і шести муніципалітетах: Каутокейно (Guovdageaidnu), Карасйок (Kárášjohka), Нессебю (Unjárgga), Тана (Deatnu), Порсангер (Porsáŋgu) у Фіннмарк і Кофьорд (Gáivuotna) в Трумсі.

## Абетка
| А а a   | Á á á   | B b be | C c ce | Č č če  | D d de  | Đ đ đje | E e e   |
| F f eff | G g ge  | H h ho | I i i  | J j je  | K k ko  | L l ell | M m emm |
| N n enn | Ŋ ŋ eŋŋ | O o o  | P p pe | R r err | S s ess | Š š eš  | T t te  |
| Ŧ ŧ ŧe  | U u u   | V v ve | Z z ez | Ž ž ež  |         |         |         |

## Збереження північносаамської мови
У всіх трьох країнах, в яких поширена мова, є дошкільні установи і школи, в яких викладання ведеться північносаамською мовою.

### Засоби масової інформації
В Норвегії, Фінляндії та Швеції північносаамською мовою ведеться радіомовлення, виходить кілька газет і журналів. Єдина щоденна газета на північносаамській мові — норвезька газета Ávvir («Турбота»).
В Норвегії, Фінляндії та Швеції північносаамською мовою виходить телепрограма Ođđasat («Новини») — продукт спільного виробництва Норвезької мовної корпорації (NRK), фінського громадського телебачення Yle та Шведського телебачення (SVT).

### Збереження мови в Фінляндії
Досить успішно вирішується питання збереження північносаамської мови в Фінляндії. Ця мова підпадає під дію параграфа 17 діючої Конституції Фінляндії, згідно з яким саамське населення має право на збереження і розвиток своєї мови та своєї культури. У цьому ж параграфі Конституції закріплено право саамів користуватися своєю рідною мовою в органах влади.
У багатьох дитячих садках і школах Саамського регіону для вивчення мови використовується методика «мовних гнізд». Загальна ідея цієї системи полягає в тому, що і навчання, і спілкування дітей між собою і з викладачами проходять в умовах повного мовного занурення в досліджувану мову. У дошкільних установах Саамського регіону, в яких застосовується ця система, діти говорять тільки саамською, викладання в школах з навчанням північносаамською зазвичай ведеться на ній з нульового по дев'ятий клас майже з усіх предметів; є й гімназії (у які надходять учні після дев'ятого класу) з викладанням північносаамською. На думку Анніки Пасанен, керівника програми «мовних гнізд» у Саамському регіоні Фінляндії, збереження та відродження мов національних меншин можливо лише в тому випадку, якщо ця методика буде застосовуватися як у дошкільних установах, так і в школах. Пасанен вважає, що ситуацію з саамськими мовами в Фінляндії можна називати досить доброю, особливо в порівнянні з Росією, оскільки діти, навіть якщо у них немає можливості освоїти мову вдома, мають таку можливість в дитячому садку, а потім у школі, при цьому, оскільки мова використовується для викладання, вона є саме мовою спілкування, а не тільки вивчення.

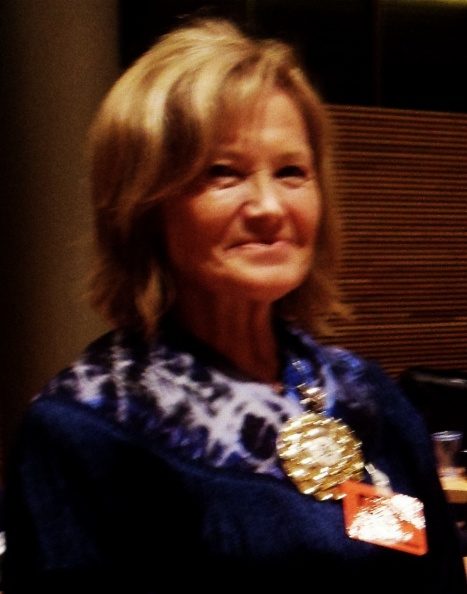
Ір'я Сеуруярві-Карі

21 січня 2012 року вперше в історії Фінляндії відбувся захист докторської дисертації північносаамською мовою: в Гельсінському університеті відома фінська саамська активістка, лінгвіст Ір'я Сеуруярві-Карі представила на здобуття докторського ступеня наукове дослідження, присвячене саамській ідентичності, ролі саамської мови і значення міждержавного саамського руху.
28 березня 2012 9 випускників останніх класів гімназій писали твори північносаамською мовою (як рідною) для вступу до вищих навчальних закладів Фінляндії.